# Jozef Ignác Bajza
Jozef Ignác Bajza (ur. 5 marca 1755 w Predmieru, zm. 1 grudnia 1836 w Bratysławie) – słowacki pisarz, językoznawca i ksiądz katolicki.
Autor pierwszej powieści napisanej w słowackim języku literackim. Jego dorobek obejmuje także satyry i epigramaty.

## Życiorys
W 1777 roku kończył studia teologiczne w Wiedniu. W 1780 roku otrzymał święcenia kapłańskie. Następnie został proboszczem we wsi Dolné Dubové, gdzie rozpoczął swoją działalność literacką. W latach 1805–1815 był proboszczem we wsi Prietrž, a w latach 1815–1828 w miejscowości Zbehy. Od 1828 roku był kanonikiem kapituły w Bratysławie.
Napisał powieść René mláďenca príhody a skúsenosťi, będącą oświeceniową krytyką społeczeństwa i Kościoła, była to także pierwsza w historii powieść napisana w języku słowackim. W późniejszym okresie twórczości porzucił oświecenie i tworzył literaturę religijną.
Został pochowany w katedrze św. Marcina w Bratysławie.